# معركة المنحدرات الحمراء
معركة المنحدرات الحمراء ، والمعروف باسم معركة تشيبي، معركة حاسمة في نهاية عهد أسرة هان ، وذلك مباشرة قبل فترة الممالك الثلاث في التاريخ الصيني. وقد نشبت في شتاء 208/9 م بين القوات المتحالفة مع سون تشوان وليو باي أمراء الحرب، وكان هناك القائد الكبير تشو يو التابع لسون تشوان الذي درب قوات ليو باي على ركوب النهر وكان تشو يو هو من قاد المعركة بنفسه وقاد الجنود والكتائب البحرية وكان هناك القوات المتفوقة عدديا لامير الحرب تساو تساو في الشمال. سون تشوان وليو باي نجحا بإحباط جهد تساو تساو لاحتلال الأراضي الواقعة بجنوب نهر اليانغتسى، بفضل القائد تشو يو وخبرته الطويلة في المعارك وكانت اساطيل تساو تساو تنسحب من النهر التي هزمت من قبل أساطيل التحالف بقيادة تشو يو لا حظ القائد الكبير في السن هوانغ قاي الأنسحاب وخطرت له فكره وقام بهجوم ناري عنيف على أساطيل تساو تساو المنسحبه ونجح هجومه القوي الذي دمر اساطيل العدو وكان تأثير الهجوم هذا وصل إلى اليابسه وألسنت اللهب والنيران وصلت إلى مخيمات العدو من النهر من الضفة المقابلة وكان هذا الهجوم سبب ضعف في مملكة واي وقام القائد تشو يو بالهجوم على مدن مملكة واي ولا حق جيوش تساو تساو وتم فوز قوات التحالف والسيطرة على نهر يانغتسى وتم تحصين النهر من قبل قوات وو
فوز الحلفاء في المعركة ضمن سون تشوان بالنجاة، واتاح له السيطرة على نهر اليانغتسى، وضمن له النصر خط الدفاع الذي حصنه سون تشوان لتصدي الهجمات المستقبلية من قوات تساو تساو وتثبيت جذور وحكم عائلة سون الملكية . على الرغم من موقع المعركة الدقيق لا يزال غير مؤكد اين وقعت الحادثة، غالبية الاكادميين يعتقدون انه يقع على الضفة الجنوبية لنهر اليانغتسى، جنوب غربي مدينة ووهان في الوقت الحاضر وإلى الشمال الشرقي من Baqiu (في الوقت الحاضر يويانغ، هونان).
كتب عن المعركة في كتاب (رومانسية الممالك الثلاث) الذي اظهر تفاصيل المعركة (معركة المنحدرات الحمراء) وتعد من أهم معارك سون تشوان وفي النهاية سون تشوان كافئ ليو باي وقام بأعطائه مدينتين في مقاطعة جينغ لأنه تحالف معه وشارك بجزء من قواته مع قوات مملكة وو في هذه المعركة .